# Skeleton Canyon

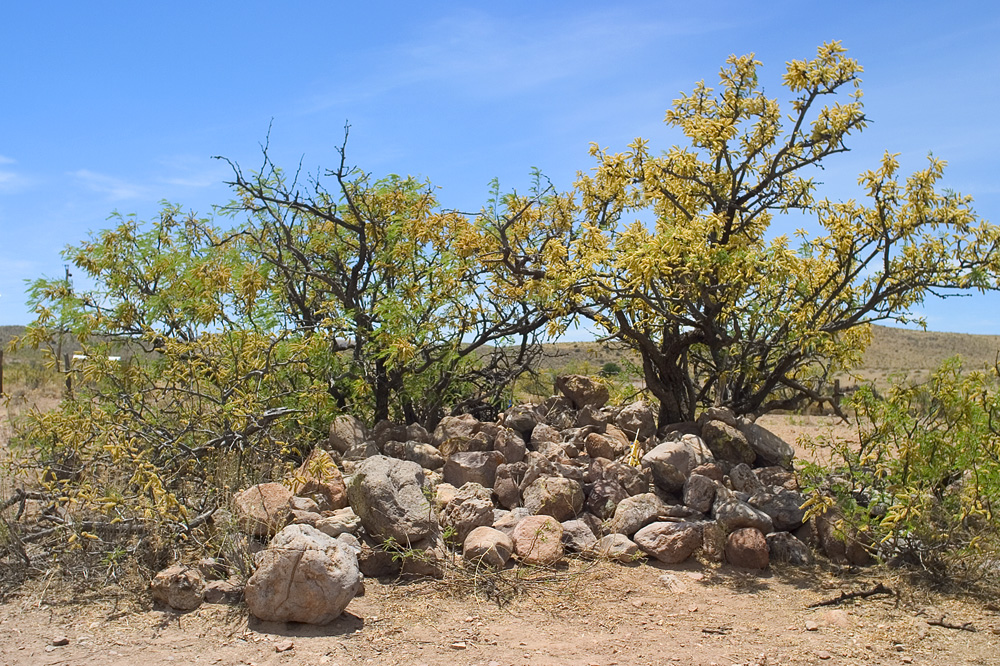
Il cumulo di pietre che ricorda la resa di Geronimo.

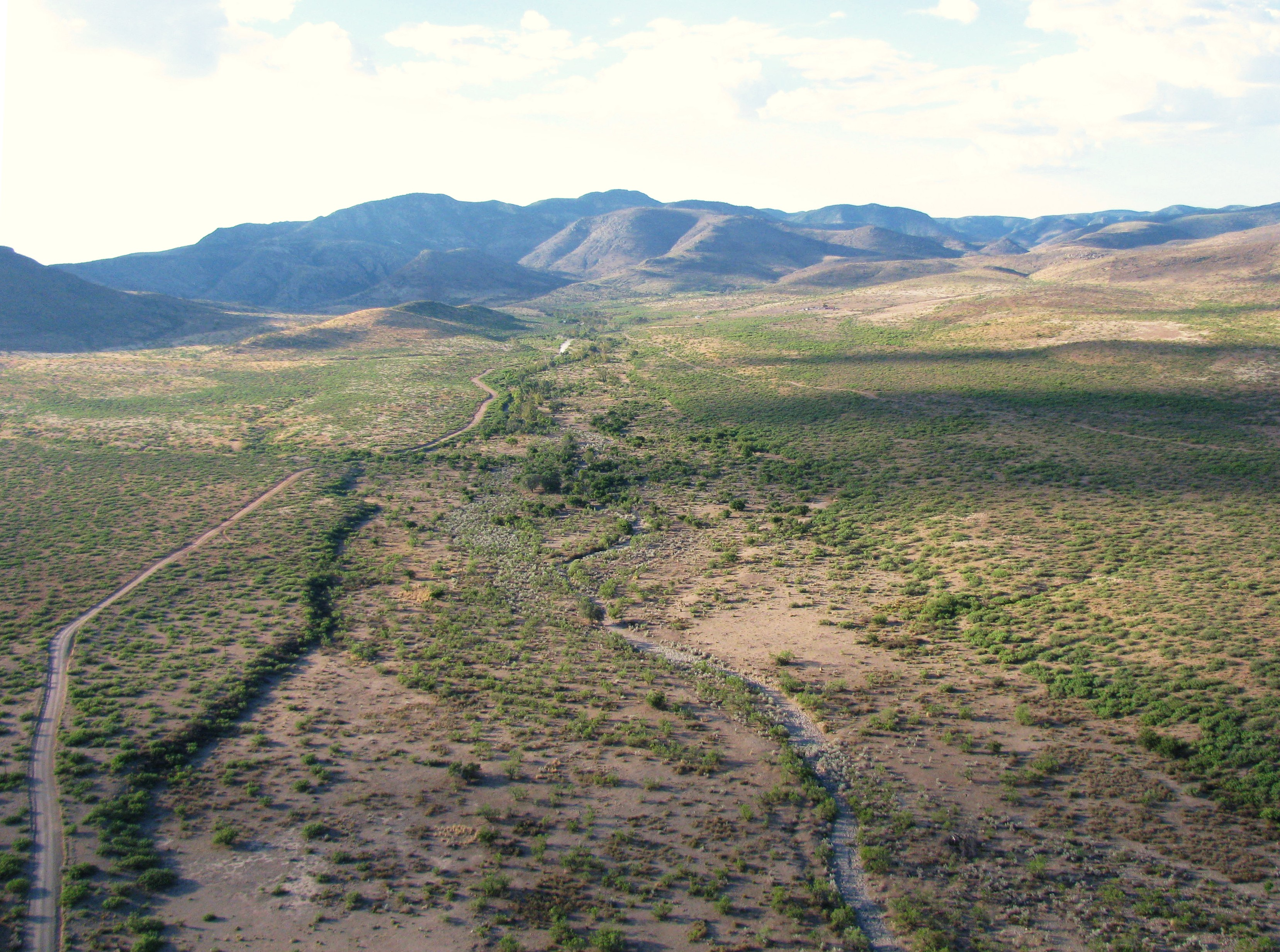
Skeleton Canyon

Lo Skeleton Canyon si trova cinquanta chilometri (trenta miglia) a nord-est della città di Douglas, tra le Montagne Peloncillo, al confine tra Arizona e Nuovo Messico. 
Fu al confine occidentale di questo canyon che Geronimo si arrese al generale Nelson Miles nel 1886.